# جيك تايلور (لاعب هوكي الجليد)
جيك تايلور (بالإنجليزية: Jake Taylor)‏ هو لاعب هوكي الجليد أمريكي، ولد في 1 أغسطس 1983 في روشستر في الولايات المتحدة.

## وصلات خارجية
- جيك تايلور على موقع دوري الهوكي الوطني (الإنجليزية)
- جيك تايلور على موقع EliteProspects.com (الإنجليزية)
- جيك تايلور على موقع HockeyDB.com (الإنجليزية)